# Red (藤原さくらのアルバム)
『red』（レッド）は、藤原さくらの3作目のEP。2018年9月19日にSPEEDSTAR RECORDSから発売された。

## 概要
前作『green』から3ケ月ぶりのリリースとなる3枚目のEP盤。『green』と『red』は二部作として制作された。
全曲の作詞作曲は藤原自身が手がけ、トータルサウンドプロデュースは前作に引き続きmabanua（Ovall）が担当している。アニメ『若おかみは小学生!』のTV版および劇場版の主題歌「NEW DAY」と「また明日」を含む全6曲で構成されている。レコーディングの参加ミュージシャンは、Michael Kaneko、チャラン・ポ・ランタンの小春、別所和洋、権藤知彦。ジャケットデザインのアートワークは藤田二郎が担当した。
初回限定盤はオリジナルバンダナが付属しており、2ndEP『green』も収納できるSPECIAL BOX仕様となっている。初回限定盤・通常盤ともに、初回生産分のみデジパック仕様となっている。
本作のアナログ盤が2019年1月16日に前作『green』のアナログ盤、映像作品『『野外音楽会2018』Live at 日比谷野外大音楽堂 20180715』と同時発売された。

## 制作の背景
『green』と『red』はアナログのA面とB面のような2枚でひとつのアルバムとなるような作品として構想された。『green』の制作期間中にはまだ次に作るEPの内容については何も決めていなかったが、mabanuaとの『green』の制作過程が刺激的で素晴らしかったため、『red』も引き続きプロデュースを依頼したと述べている。
『red』は曲作りとレコーディングも含め、2ヵ月弱という短い期間で一気に作り上げられた。『green』は収録したい曲があらかじめ決まっていたが、『red』はまずアニメ作品の主題歌として作った「NEW DAY」と「また明日」の2曲があって、そこにどういう曲を足していくかというアプローチで制作が進められた。制作時間が限られていたため、「作って投げて作って投げて」というようなスピード感のある制作となった。
『red』では、いつもとは違うリズムをもった曲を作りたいという思いがあった。ひとつの傾向として、放っておくと「シャッフル系」の曲を作ってしまうことがある。作曲時、アルペジオでメロディを探しながら作曲を進めていくが、そのとき親指で5弦と6弦のベース音をはじきながら作るのでシャッフルっぽいビートに近付くのではないかと自己分析している。その分析をもとに、シャッフル系とは別のリズムを試したいという課題をもって制作されたのが「Lovely Night」と「Dear my dear」である。
今作は初秋期にリリースすることもあり、情熱の赤というよりもじんわりと心が温かくなるような、「心にマッチで火が灯されているような色」というイメージを基に作られた。ポジティブでさわやかなイメージのある2ndEP『green』と比べると、懐かしく哀愁が漂っている曲、お別れの曲、昔を思い返したようなしっとり系のテイストの曲で構成されている。
2ndアルバム『PLAY』を出した後の一年間は音楽と向き合った期間だったと述べており、結果的に『red』は『green』同様にパーソナルな部分を歌った曲が多くなったと藤原は語っている。

## 収録曲
全曲 作詞・作曲：藤原さくら / 編曲：mabanua
1. Lovely Night（3:15）
（リリックサポート：Michael Kaneko）
全英語詞。
2. また明日（3:52）
ギャガ配給劇場版アニメ『若おかみは小学生!』主題歌。
3. NEW DAY（3:22）
テレビ東京系アニメ『若おかみは小学生!』主題歌。
アナログ盤では、この曲までがA面。
4. Dear my dear（4:25）
（リリックサポート：Michael Kaneko）
全英語詞。
5. うたっても（3:32）
本作で唯一『green』の頃に書かれた楽曲[7]。
6. クラクション（4:41）

## 参加ミュージシャン
- 藤原さくら：ボーカル、アコースティック・ギター（＃3,5）
- mabanua：その他音源、ドラムス（＃6）、トータルサウンドプロデューサー
- Michael Kaneko：コーラス（＃4）
- 小春（チャラン・ポ・ランタン）：アコーディオン（＃2）
- 権藤知彦：ユーフォニアム・フリューゲルホルン（＃6）
- 別所和洋（Yasei Collective）：オルガン（＃6）